# Żegota

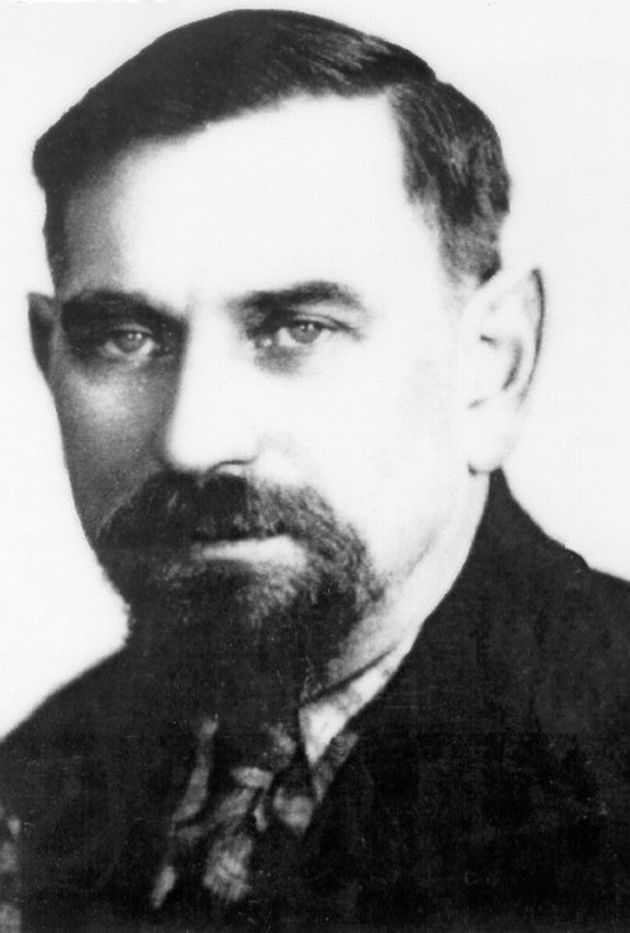
Julian Grobelny, první šéf Żegoty

Żegota bylo krycí jméno Rady pro pomoc Židům (pol. Rada Pomocy Żydom przy Delegacie Rządu RP na Kraj), podzemní organizace polské exilové vlády, která působila v letech 1942–1945 v Němci okupovaném Polsku. Jejím úkolem bylo pomáhat Židům a hledat pro ně bezpečné útočiště. Polsko bylo jedinou zemí v celé okupované Evropě, která něco podobného zřídila. Organizace se specializovala na výrobu falešných dokumentů a hledání úkrytů. S její pomocí se podle různých zdrojů zachránily tisíce až desítky tisíc Židů.
V Żegotě se k záchraně Židů spojily síly prakticky všech proudů demokratického odboje, od Židům nakloněných socialistů (např. Irena Sendlerowa), přes Židy samotné až po antijudaistické katolíky (např. Zofia Kossak-Szczucka). Organizace vznikla 4. prosince 1942 z Provizorní rady pro pomoc Židům, kterou na konci září 1942 založily Zofia Kossak-Szczucka a Wanda Krahelska-Filipowicz.

## Osobnosti Żegoty
Vedoucí Żegoty
- Julian Grobelny (1942–1944)
- Roman Jabłonowski (1944)
- Leon Feiner (1944–1945)

Známí členové

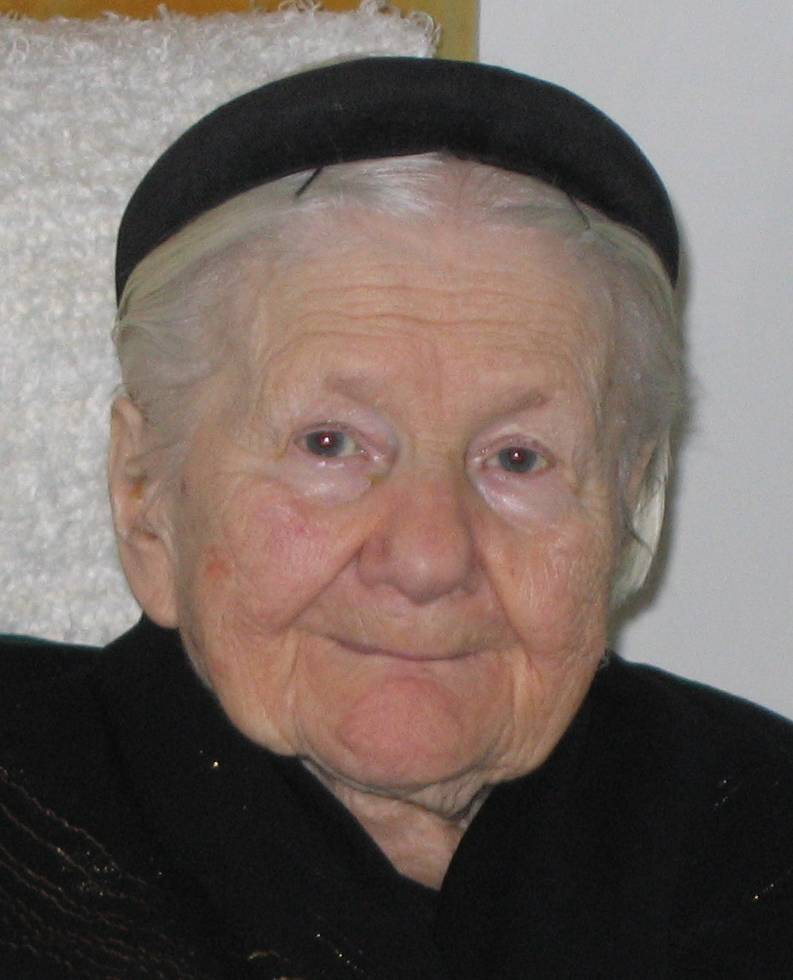
Irena Sendlerowa, šéfka dětského oddělení a nejslavnější tvář Żegoty (foto z roku 2005)

- Zofia Kossak-Szczucka – spoluzakladatelka a duchovní matka
- Wanda Krahelska-Filipowicz – spoluzakladatelka
- Irena Sendlerowa (vedoucí dětského oddělení)
- Władysław Bartoszewski